# Ex Mercato Ortofrutticolo (M.O.F.) di Ferrara
L'ex Mercato Ortofrutticolo  è una costruzione che si trova a Ferrara  in corso Isonzo, nella zona del Rione Giardino.

## Storia
Premessa alla costruzione della sede del Mercato fu la fondazione, il 9 dicembre 1929, del Consorzio Agrario Provinciale
La struttura poi venne costruita durante gli anni trenta, a partire dal 1936, con la funzione primaria della commercializzazione dei prodotti ortofrutticoli agroalimentari freschi e conservati dei quali l'intera provincia era una forte produttrice, essendo essenzialmente la sua economia di tipo agricolo.
L'opera rientrò nell'ambito della ricostruzione della città successivamente chiamata Addizione Novecentista e fu tra le iniziative urbanistiche che l'amministrazione comunale, guidata dal podestà Renzo Ravenna, mise in cantiere per dare un volto moderno alla città, per dare un aiuto all'occupazione e per seguire il desiderio di Italo Balbo di riportare Ferrara agli antichi splendori estensi. In tale disegno un notevole sostegno arrivò anche dalle pagine del Corriere Padano, allora diretto da Nello Quilici
In seguito al trasferimento del mercato ortofrutticolo nella nuova sede di via Stefano Trenti 32, nel 1989 l'ampia area scoperta viene utilizzata come parcheggio mentre l'edificio principale, dopo un periodo di abbandono, è stato oggetto di attenzione dell'amministrazione comunale per una nuova riqualificazione. Dal gennaio 2018, terminati i lavori di restauro, l'ex MOF ospita l'Urban Center del Comune e la sede dell'Ordine degli architetti della Provincia di Ferrara.

## Aspetti architettonici

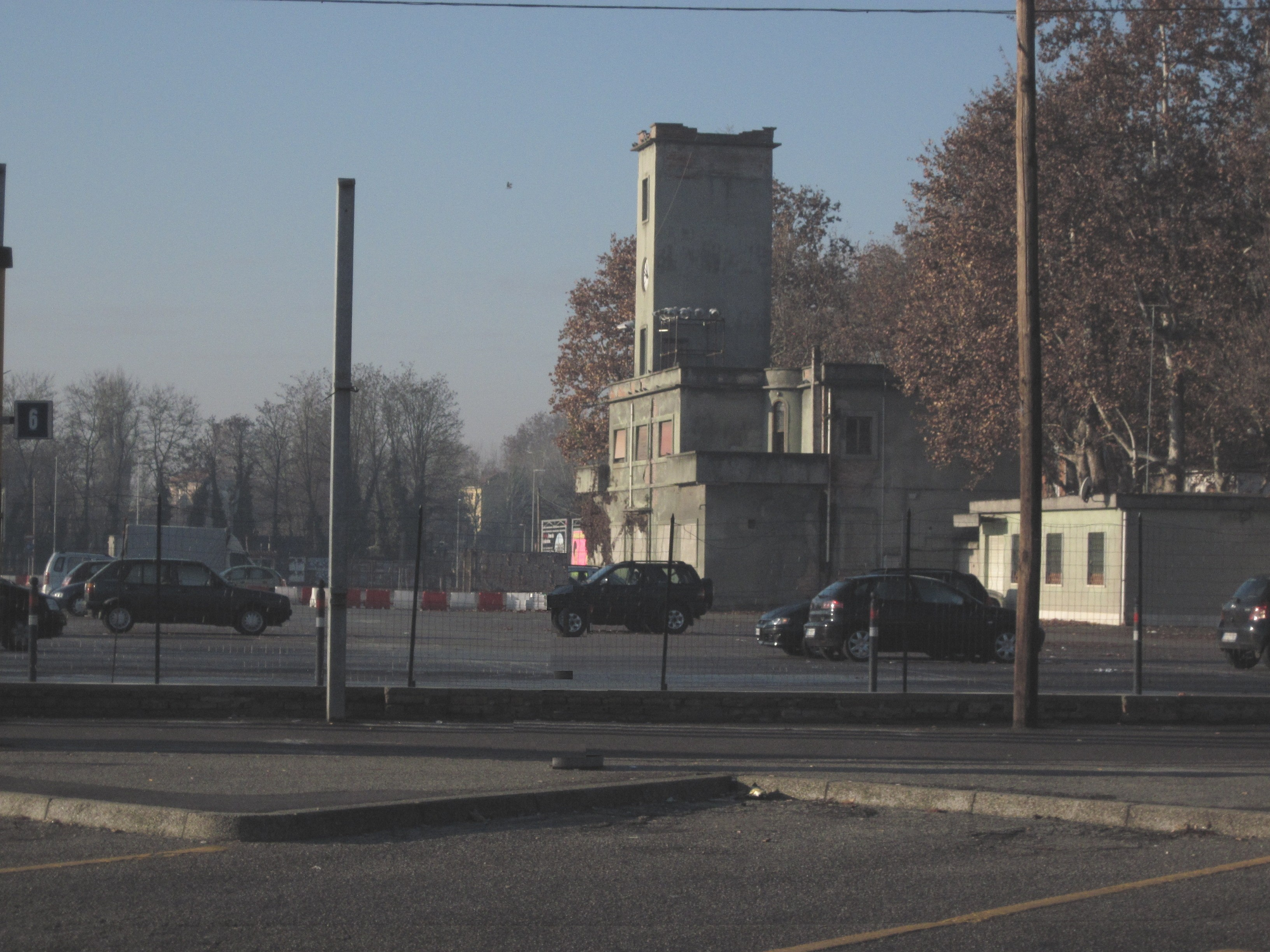
Ex Mercato Ortofrutticolo (M.O.F.) di Ferrara (dal piazzale interno)

La struttura venne edificata con l'intervento diretto di Carlo Savonuzzi e del fratello Girolamo Savonuzzi, su progetto di Alfredo Ciaccia secondo i dettami dell'epoca dell'edilizia razionalista. Comprendeva, oltre alla palazzina che fungeva da ingresso, rappresentanza ed uffici, anche di ampie tettoie e magazzini con impianti frigoriferi, parzialmente demoliti dopo il trasferimento del mercato.
L'edificio principale, in mattoni e cemento armato, aveva un aspetto elegante, comprendeva un piano rialzato, un primo piano ed uno scantinato. Al centro una torre con orologio. Nel salone centrale del piano rialzato le due pareti di fondo vennero affrescate con scene rurali nel 1938 dal pittore bondenese Galileo Cattabriga. Nelle pareti nord e sud, Cattabriga celebra l'Agricoltura recuperando, nell'insieme, svariati esempi pittorici sia antichi che allora attuali.

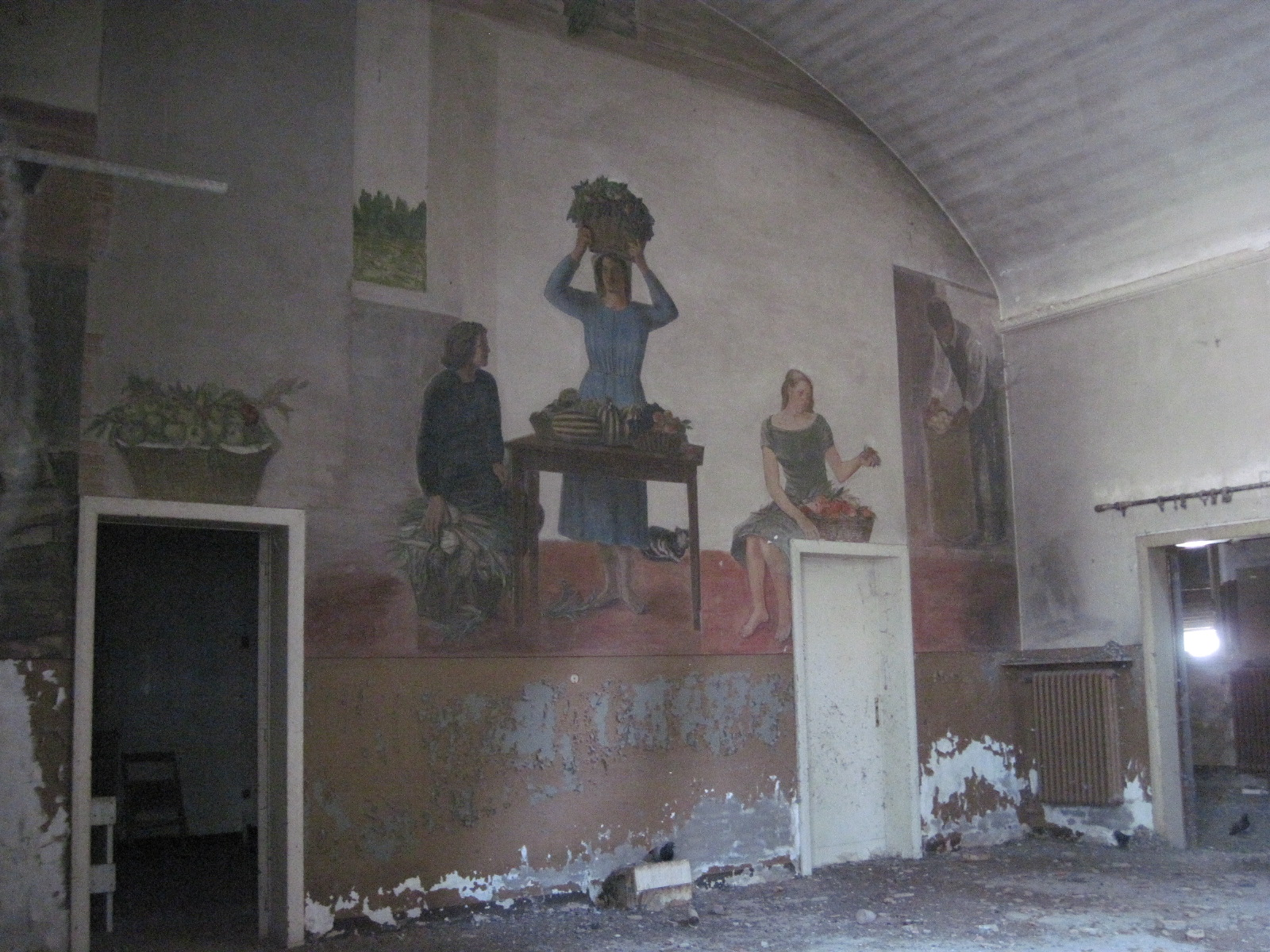
Ex Mercato Ortofrutticolo (M.O.F.) di Ferrara - Affresco di Galileo Cattabriga nel salone del piano rialzato prima del restauro.